# Francesco De Feo
Francesco De Feo, né à Altamura le 20 juillet 1920 et mort le 7 mai 2020 à Trani, est un scénariste et réalisateur italien.

## Biographie
Francesco De Feo est actif pendant les années 1950 et 1960, en particulier dans le péplum et le mondo.

## Filmographie partielle

### Comme réalisateur
- 1961 : La Vengeance du masque de fer (La vendetta della maschera di ferro)[2]
- 1964 : Mondo nudo
- 1965 : Nudo, crudo e..., co-réalisateur avec Adriano Bolzoni

### Comme scénariste
- 1953 : Duel en Sicile (Cavalleria rusticana) de Carmine Gallone
- 1954 : Vêtir ceux qui sont nus (Vestire gli ignudi) de Marcello Pagliero
- 1956 : Sous le signe de la croix (Le schiave di Cartagine) de Guido Brignone
- 1959 :
  - Sous le signe de Rome (Nel segno di Roma) de Guido Brignone
  - La Révolte des gladiateurs (La rivolta dei gladiatori)  de Vittorio Cottafavi
- 1961 : Le Gladiateur invincible (Il gladiatore invincibile) d'Alberto De Martino et Antonio Momplet